# Phostria bistigmalis
Phostria bistigmalis là một loài bướm đêm trong họ Crambidae. Chúng thường được tìm thấy ở Tanzania và Zimbabwe.